# Милованович, Михайло
Михайло Милованович (24 февраля 1879, Гостиница — 28 ноября 1941, Ужице) — сербский художник, скульптор, писатель. Один из основателей Ассоциации художников Сербии (Udruženja likovnih umetnika Srbije), военный художник Верховного командования сербской армии в Первой мировой войне.

## Биография
В 1905 году Михайло Милованович поступил в Академию изящных искусств в Мюнхене. Его учителями были профессор Людвиг фон Гертерих и Гьюго фон Габерман.
По завершении обучения в Академии в 1909 году Михайло поступил в Пражскую Академию художеств.
В 1912 году Милованович возвращается в Сербию. В начале Первой балканской войны он присоединился к армии добровольцем.
Во время Первой мировой войны он был военным художником Верховного командования сербской армии.
Им были написаны портреты короля Петра I, регента Александра, Павле Юришича-Штурма, Степы Степановича, Радомира Путника, Живоина Мишича, Петара Бойовича.
В 1938 году в Белграде была проведена выставка его картин.
Михайло Милованович был убит коммунистами в Ужице 28 ноября 1941 года, после обвинения в предательстве.
Имя Михайло Миловановича находилось под завесой молчания вплоть до 2004 года, а большую часть его работ художественные власти Белграда приписали Милану Миловановичу. Сын художника Момчило Милованович много лет пытался восстановить доброе имя своего отца Михайла Миловановича и собирал его работы. Благодаря этим усилиям в 2004 году Национальный музей Ужице был награждён Музейным обществом Сербии «Михаило Вальтрович» в номинации «Музейная деятельность» за формирование и музейное представление наследия художника Михаила Миловановича.
В 2007 году окружной суд в Ужице вынес решение о реабилитации доброго имени Михайла Миловановича, и установил, что художник был лишён жизни как жертва преследования и насилия по политическим и идеологическим причинам.

## Работы художника

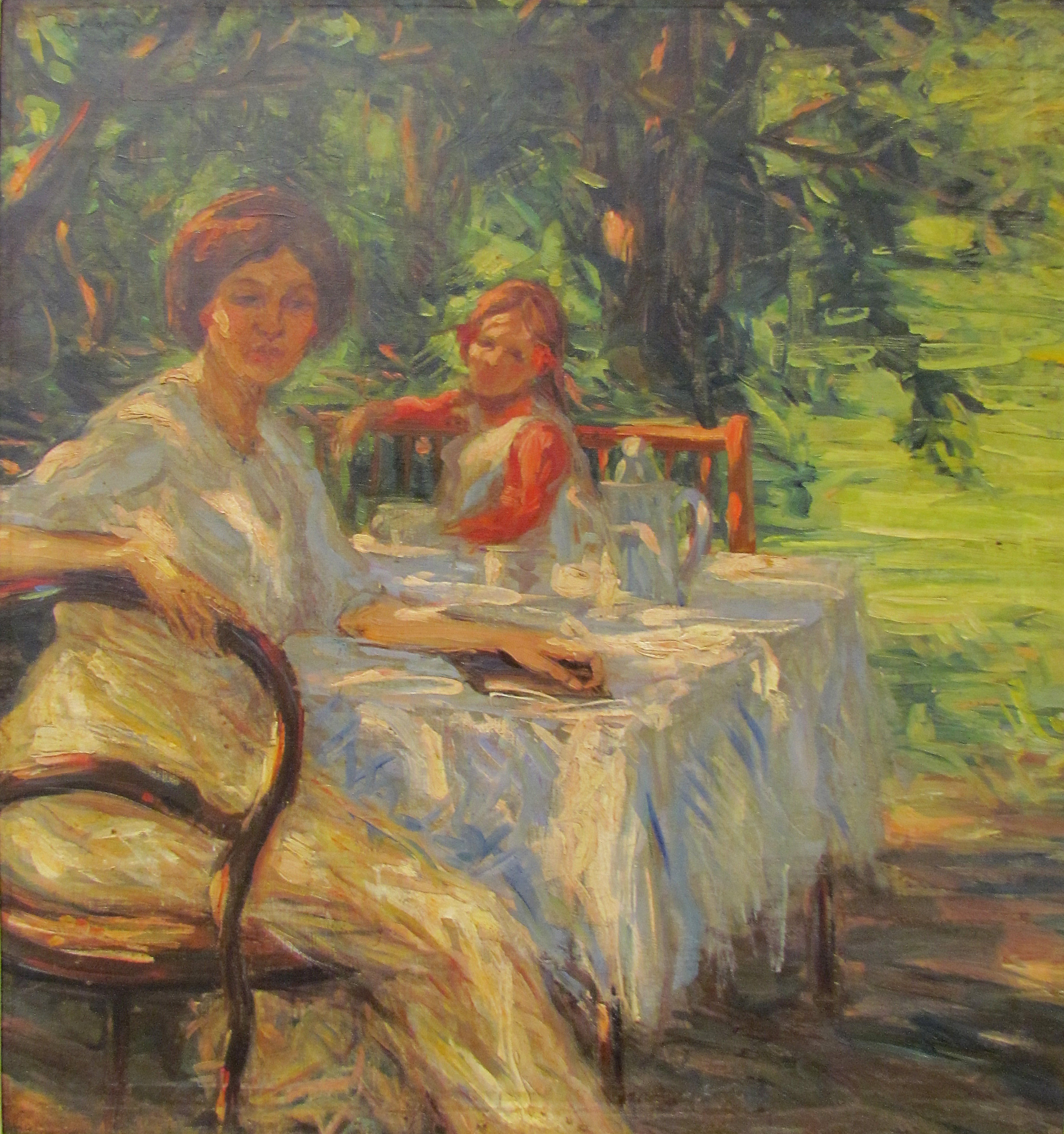
Михайло Милованович, Завтрак, 1910
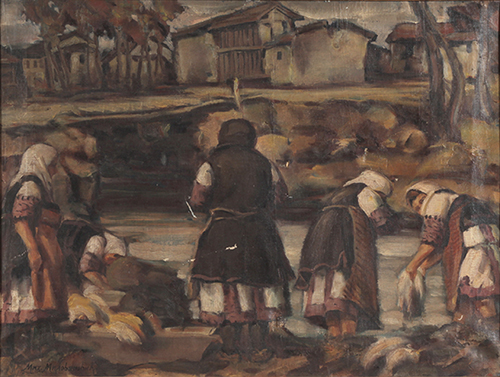
Михайло Милованович, Пралье
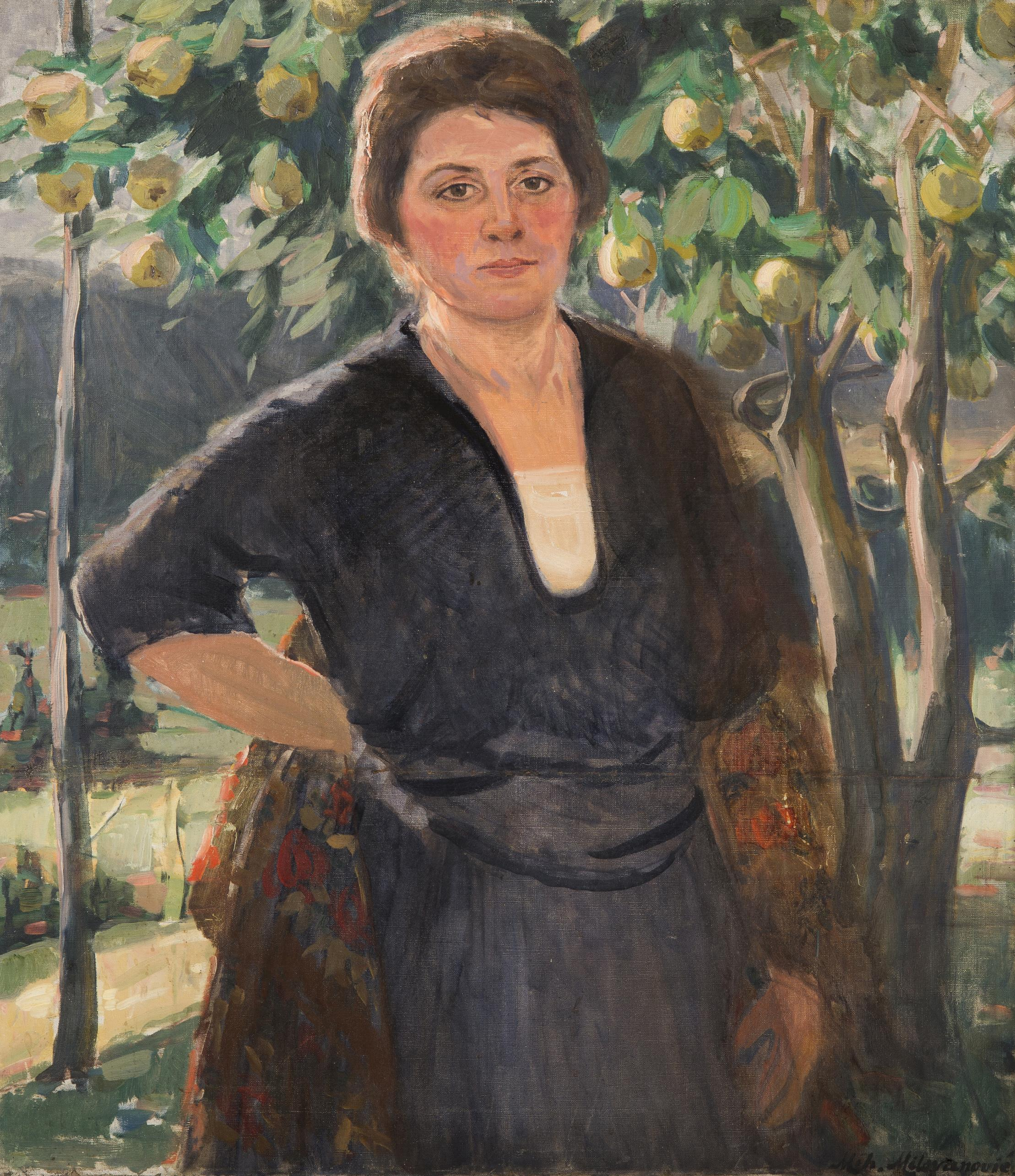
Михайло Милованович, Женщина в платье
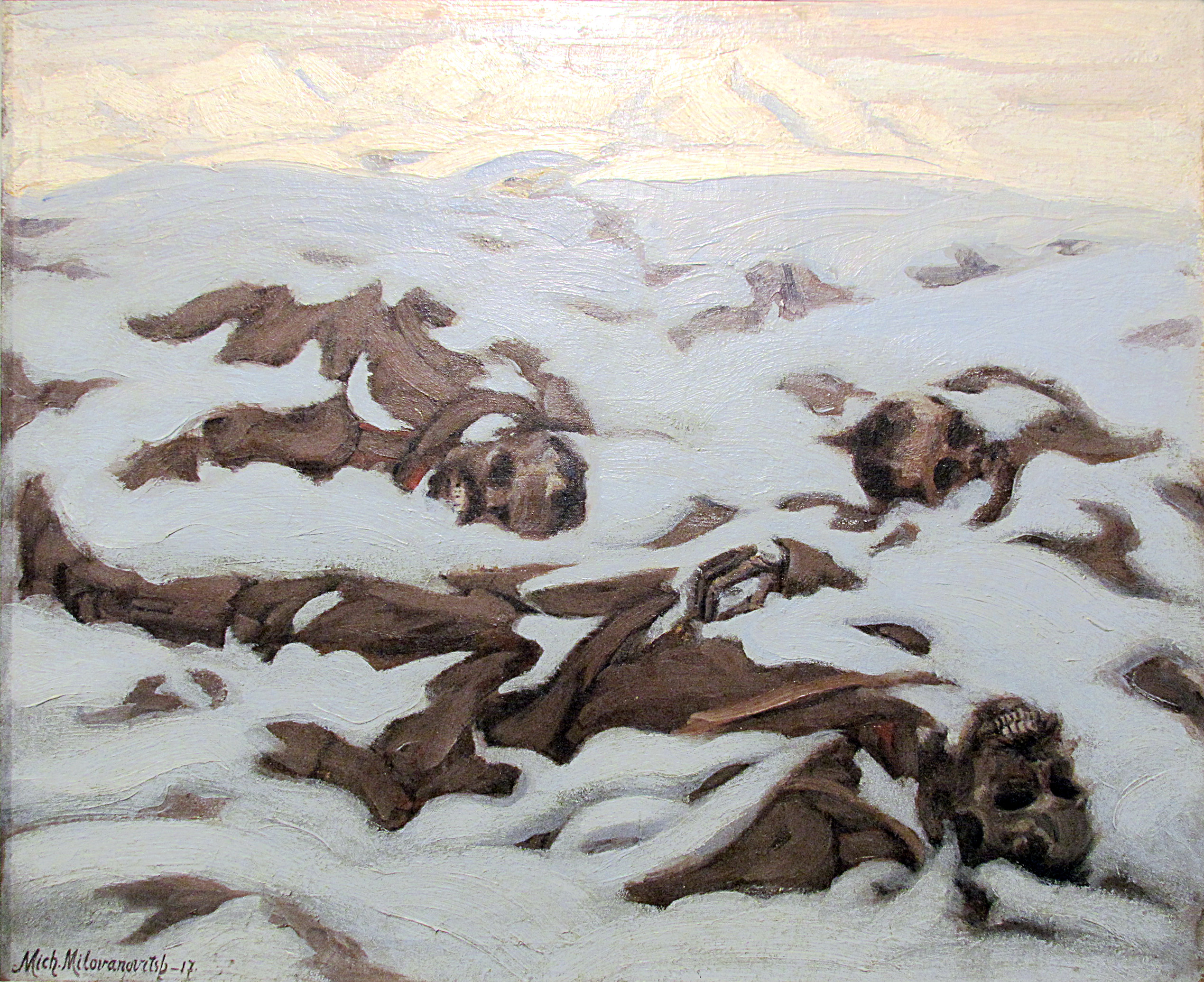
Михайло Милованович, Мир
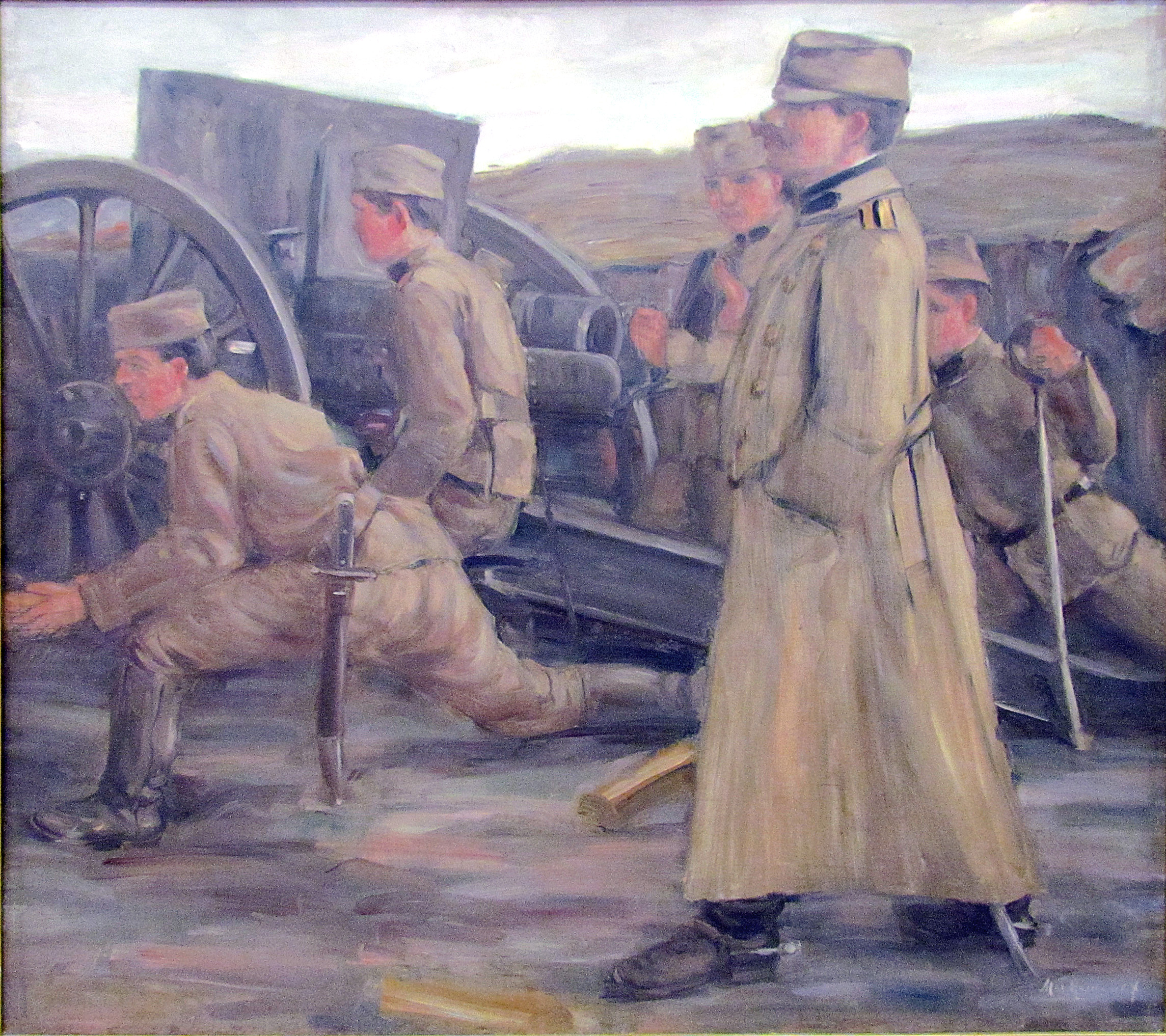
Артиллерия
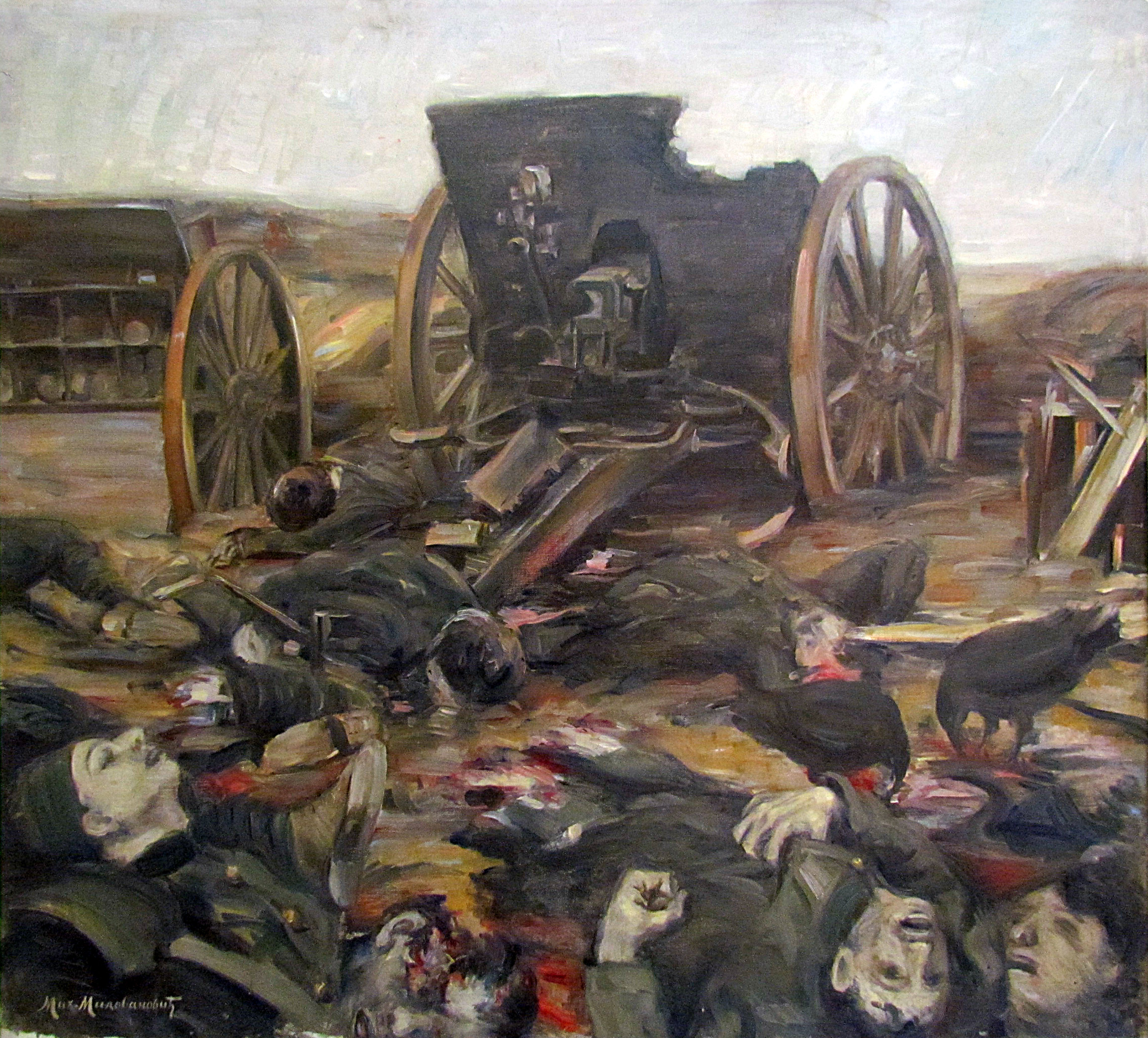
Турки в Куманово
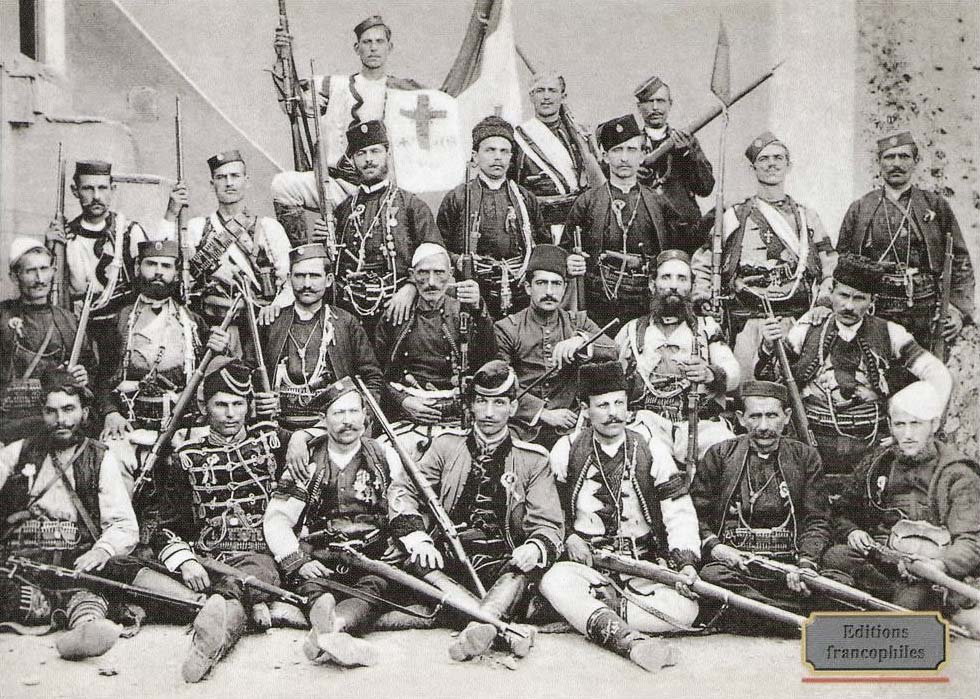
Сербские четники-воеводы в Старой Сербии и Македонии
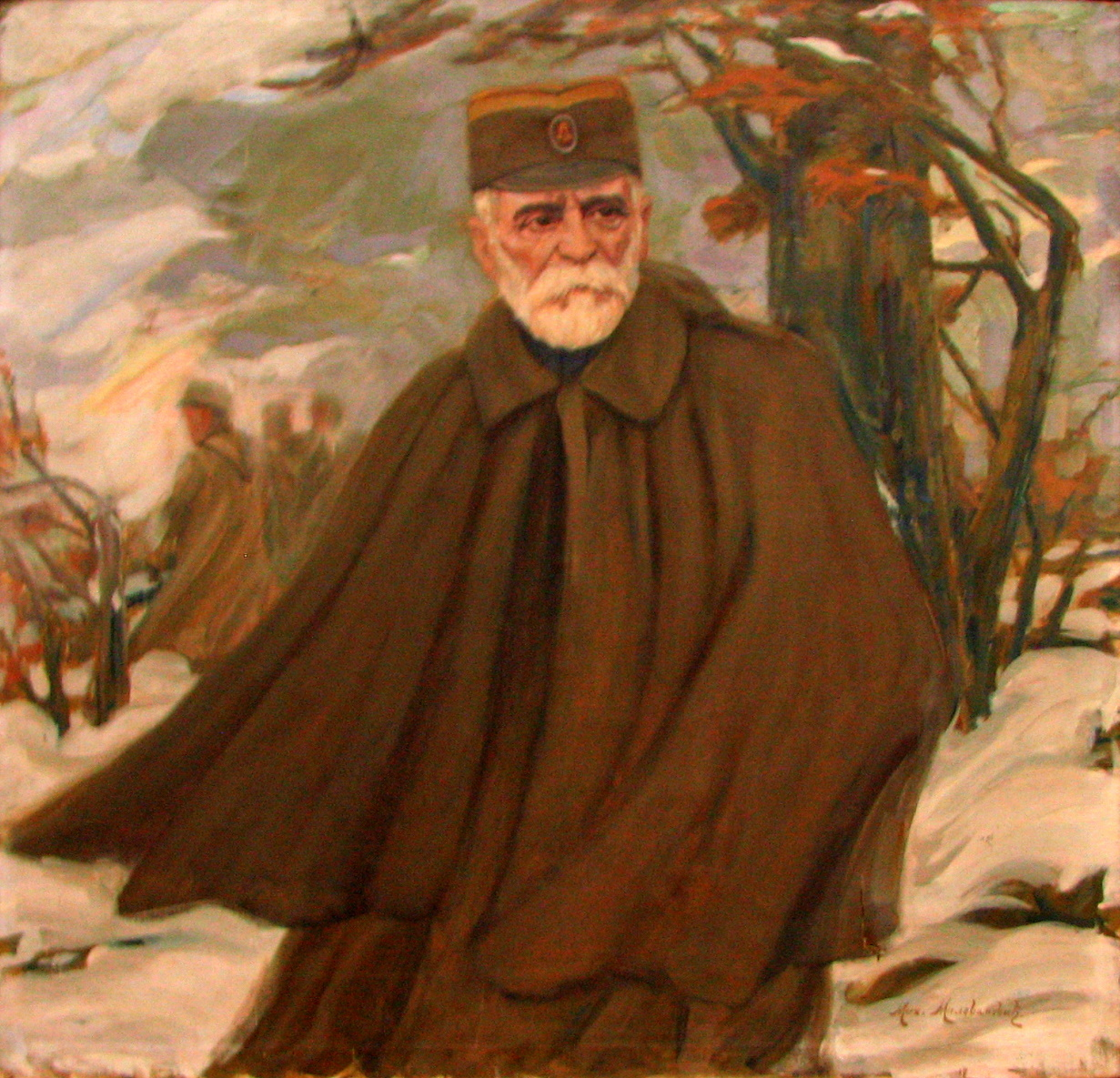
Портрет воеводы Радомира Путника

## Награды
Михайло Милованович награждён орденом Святого Саввы и орденом Югославской короны Третьей степени.